# Ivi Adamou
Ivi Adamou (em grego:  Ήβη Αδάμου) (Ayia Napa, Famagusta, Chipre, 24 de Novembro de 1993) é uma cantora gréco-cipriota.

## Biografia
Ivi Adamou ficou conhecida depois de sua participação na segunda série da versão grega do "The X Factor" 2009-2010 terminando em 6º lugar, onde esteve sob a orientação de Giorgos Theofanous. Após a sua participação no The X Factor, Adamou assegurou um contrato de gravação com a Sony e lançou o seu primeiro disco Kalokairi Stin Kardia em junho de 2010, que se tornou num disco de ouro. Nesse mesmo ano, colaborou com o Lambrou Spiros Choir e lançou o EP férias "Christougenna Tin Me Ivi Adamou", lançado no estrangeiro com o título "Christmas with Ivi Adamou". Em Portugal vendeu mais de 50.000 unidades.
A sua poderosa voz e o piano, deram-lhe as competências adequadas para preencher as paredes de seu quarto com muitos primeiros prémios em festivais de música. Aos 9 anos de idade participou n uma competição local em Larnaka, Chipre e ganhou o primeiro lugar com a canção "Kaká paidia" (by Anna Vissi). Ela aponta Beyonce como sua maior influência, assim como Christina Aguilera e Whitney Houston.
Ivi Adamou foi escolhida internamente pela televisão nacional Cipriota para representar Chipre no Festival Eurovisão da Canção 2012, em Baku, Azerbaijão, onde terminou na 16º posição na final.

## Discografia
- Kalokairi Stin Kardia (em grego: Καλοκαίρι στην Καρδιά) (2010)
- Christougenna Me Tin Ivi Adamou (em grego: Χριστούγεννα με την Ήβη Αδάμου) (2010)
- San Ena Oniro (em grego: Σαν ένα Όνειρο) (2011)
- TBD (2013)